# طريق الجنية

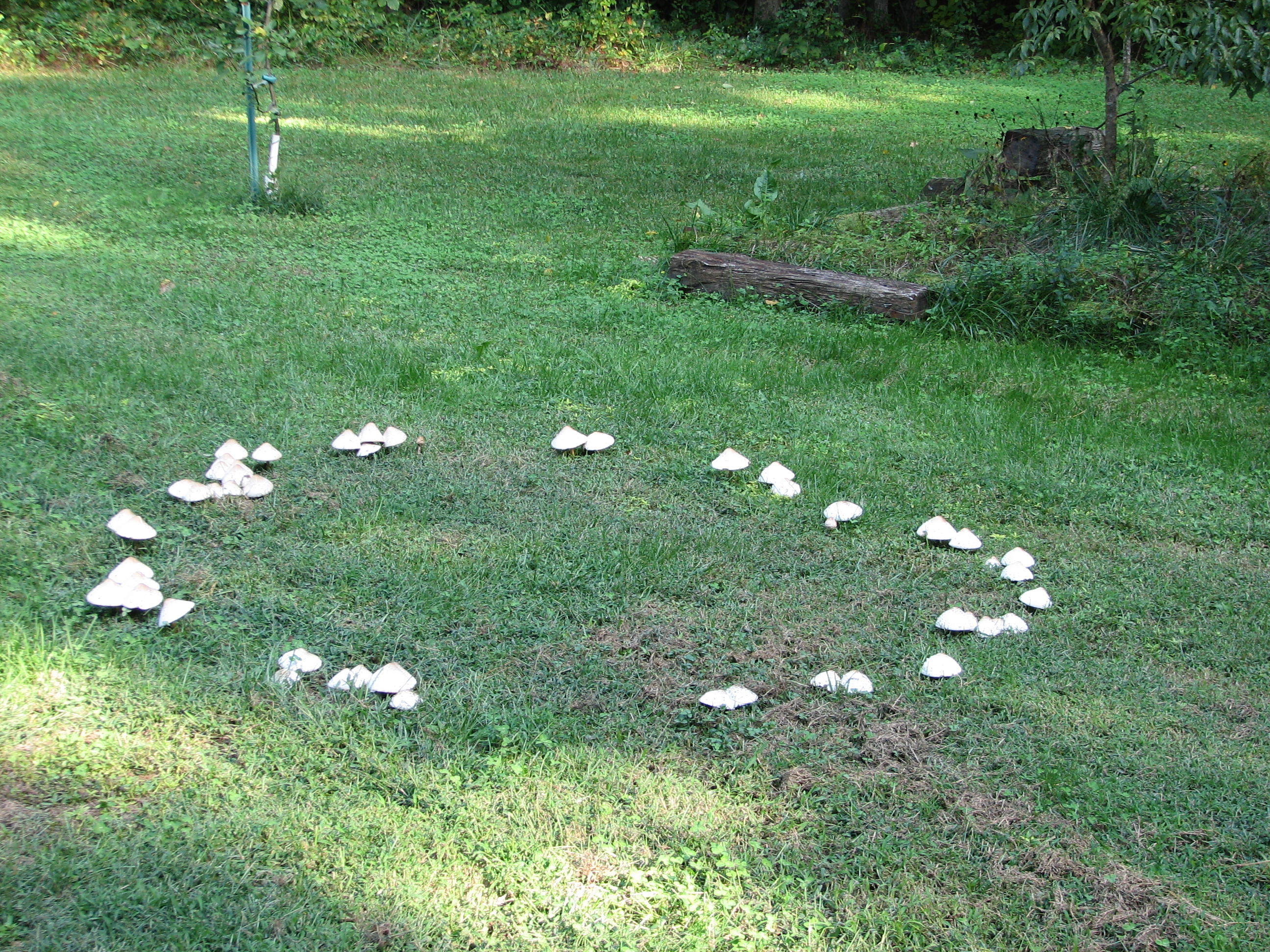
حلقة الجنية مشكلة من الفطر

وفقا للفلكلور، فإن طريق الجنية (أو «ممر»، «سبيل»، أو «طريق») هو الطريق الذي تسلكه الجنيات عادة في خط مستقيم وبين المواقع ذات الأهمية التقليدية، مثل قلاع الجنيات أو جدران القلاع (فئة من أعمال التربة الدائرية التي يرجع تاريخها إلى العصر الحديدي)، والجبال والتلال، وشجيرات الشوك، والينابيع، والبحيرات، والنتوءات الصخرية، وآثار العصر الحجري. خطوط الكتل وممرات الروح، كما هو الحال مع طرق الجثث، لديها بعض أوجه التشابه مع مسارات الجنيات هذه. خاتم الجنية هو أيضًا طريق تستخدمه الجنيات، ولكن في دائرة، للرقص، كما وصفه الشاعر ويليام ييتس: «… الجنيات يرقصن في مكان بعيد، يهززن أقدامهن البيضاء الحليبية في حلقة…» ويرتبط هذا المفهوم عادة بفلكلور القلطيين، وخاصة في أيرلندا.

## طرق ومساكن الجنية
وفي بعض أنحاء أيرلندا وبروتاني وألمانيا، توجد مسارات خيالية أو روحانية، وإن كانت غير مرئية، فإنها تنطوي على واقع جغرافي متصور في أذهان سكان البلد بحيث يجري تكييف ممارسات البناء لضمان عدم عرقلتها. وهناك عدد كبير من خصائص المسارات الجنية مشتركة مع خطوط لاي. وفي اجزاء كثيرة من أوروبا الشمالية، كانت الجثوات المستديرة هي البيوت التقليدية للجنيات، الآلف، أو الترول، وكان سكان الريف يتجنبونها. ومن هذه الأماكن: فيري توت في سومرست، وإلف هاو بارو بالقرب من فولكتون، يوركشاير، ودار بارو في بيدون في باركشير. كانت كورنوال ولا تزال معقلاً للتقاليد الخرافية: يقال إن الجنيات يرقصن على كارن غلوز، بالقرب من سانت جست في بينويث. وكان من سوء الطالع ترك الماشية ترعى في أي مكان يتواجد فيه الأقزام، أو ترك الماشية تختلط مع أبقار الجان الزرقاء الكبيرة. ومع ذلك، يمكن تجنب كل الشرور إذا طلب المرء من «الجن -بارو» الإذن لرعي الماشية على تل. في ألمانيا قيل أن القوات البرية لرودنشتاين تسير في مسار مستقيم بين قلاع رودنشتاين وشنيليرت. أيضا في جميع أنحاء أوروبا توجد طرق الجثث، والتي يعتقد عموما أن لها نفس الاعتقاد الأساسي كمسارات الجنية وعلى الأرجح تشترك في الأصل. في ألمانيا وهولندا على وجه الخصوص، تميل هذه الخطوط إلى أن تكون مستقيمة غير مرئية وتعرف بمجموعة متنوعة من الأسماء بما في ذلك («طريق الشبح» أو «مسار الشبح»)، و («طريق الجحيم» أو «طريق النار») في الألمانية، و («طريقة الموت» أو «طريق الموت») في الهولندية. غير أن طريقاً مستقيماً مشابهاً يمر مباشرة فوق تلال دفن مختلفة في روزرينغ، لاسا في جنوب السويد.

## عواقب إغلاق مسارات الجنيات

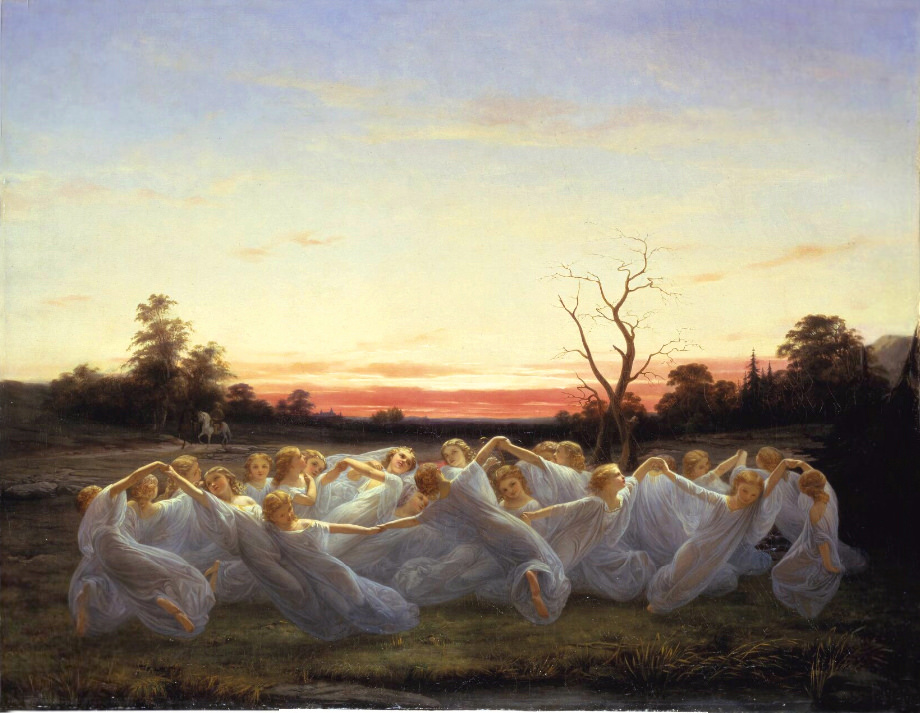
جنيات المرج بريشة نيلز بلومر

في أيرلندا، قيل إن الأشخاص الذين يعانون من أمراض أو سوء حظ آخر أنهم يعيشون في منازل تقع على «الطريق» أو «على مكان معاكس»، مما يعيق مسار الجنية. ومن الأمثلة على ذلك أسرة قد مرض فيها أربعة أطفال وماتوا، تاركين الأطباء في حيرة. ومرض الطفل الخامس وكان على وشك الموت، ليتعافى فجأة وبشكل كامل. وقال الأب للطبيب أنه استشار امرأة حكيمة أخبرته أن توسعة منزله الجديدة سدت طريقًا بين حصنين من حصون الحوريات، وعندها هدمه وأصبح طفله بصحة جيدة مرة أخرى.
في مقابلة في ثمانينيات القرن العشرين، تحدث آخر ساكنٍ بشري عن المتاعب التي عانى منها جده في بكروفت، حيث تموت ماشيته بشكل دوري وغير مبرر. الباب الأمامي هو بالضبط عكس الباب الخلفي أبلغ جده من قبل غجري يمر أن المسكن يقف على مسار جنية يجري بين تلتين. نصح الغجري الجد بأن يبقي الأبواب مفتوحة جزئياً في الليل للسماح للجنيات بالمرور بحرية. وقد استجيب للنصيحة وتوقفت المشكلة. ويصادف أن يكون المبنى بالفعل على خط مستقيم مرسم بين قمتي تل محليتين، وهو، علاوة على ذلك، على طرف مسار مستقيم طويل.
كان يعتقد أن المنزل المبني على مسار الجنيات سيعاني من ضوضاء منتصف الليل أو مظاهر خارقة للطبيعة. ويمكن أن يكون سوء الحظ في شكل حيوانات مزرعة مريضة أو أمراض شخصية، وأحد العلاجات هو إشعال حرائق صغيرة في عدة أماكن على طول طريق الجنية، باستخدام نار ليلة القديس يوحنا المباركة التي تُشعل كل عام عند غروب الشمس في 23 حزيران/يونيو.

## الكشف عن مسارات الجنية والتغلب على تأثيرها
اعتاد بعض البنائين استخدام تقنية لمعرفة ما إذا كان البناء المخطط له سيكون على مسار الجنية؛ كانوا يرسمون خريطة الأرضية في الأرض ويضعون كومة من الحجارة في كل زاوية ويتركوها طوال الليل، إذا كانت الحجارة سليمة كان البناء آمنا، وإلا لن يستمر العمل. هناك موضوع آخر ينص على أنه إذا كان منزل المرء على طريق الجنية، يجب على المرء أن يترك الأبواب والنوافذ مفتوحة في الليل، من الأمام والخلف، للسماح للجنيات بالمرور من خلالها. كما تم نصح البنائين بعدم استخدام الكوارتز الأبيض في أعمالهم الحجرية، كما يقال أنه حجر خرافي.
كان يعتقد أن النساء الحكيمات قادرات على إبلاغ بناة المنازل بوجود مسارات الجنية، ولكن في معظم الحكايات الشعبية لا يتم استشارتهن إلا بعد الحدث ونتيجة للاضطرابات، وسوء الحظ، إلخ.